# Џејмс Вилби
Џејмс Вилби (енгл. James Wilby; Глазгов, 12. новембар 1993) британски је пливач чија специјалност су трке прсним стилом. На Играма Комонвелта такмичи се за репрезентацију Енглеске.

## Спортска каријера
Први значајнији наступ на међународној сцени Вилби је имао на Играма Комонвелта 2014. у Глазгову, где је, као члан пливачке репрезентације Енглеске, успео да се пласира у финала обе појединачне трке прсним стилом, а пливао је и у квалификацијама штафете 4×100 мешовито која је у финалу освојила златну медаљу. Годину дана касније на Универзијади у корејском Квангџуу освојио је сребрну медаљу у трци на 100 прсно.
На светским првенствима у великим базенима дебитовао је у Будимпешти 2017. где је заузео тек 18. место у квалификацијама трке на 200 прсно и није успео да се пласира у полуфинале. Највеће успехе у дотадашњој каријери постигао је током 2018. године, освојивши чак 4 медаље на Играма Комонвелта у Гоулд Коусту, а потом и три нове медаље на европском првенству чији домаћин је био Глазгов.
На светском првенству у корејском Квангџуу 2019. освојио је три медаље, по једно златно, сребро и бронзу. Прво је у трци на 100 прсно освојио сребрну медаљу испливавши треће најбрже време у историји ове дисциплине 58,46 секунди. У трци на 200 прсно био је 12. у полуфиналу и није успео да се пласира у финале. Вилби је пливао и квалификационе трке штафета на 4×100 мешовито и 4×100 мешовито микс које су се пласирале у финала у којима су освојили златну и бронзану медаљу. Вилби није пливао у финалним штафетним тркама.